# Цистоуретрографија
Цистоуретрографија је радиографски преглед мокраћне бешике и уретре, који се разликује од цистографије по томе што се она односи само на радиографску процену мокраћне бешике. Техника се заснива на увођења контрастног средства у бешику преко уретралног катетера, што омогућава визуелизацију анатомских дефеката и обраду функционалних абнормалности.

## Опште информације
Уродинамска евалуација мокраћне бешике је стандард неге за било коју врсту абнормалности мокрења како би се утврдила патофизиологија и стања пацијента. Студија води доношењу одлука о евентуалној хируршкој интервенцији и начину лечења и указује лекарима који пацијенти ће захтевати детаљније праћење. 
Видеоуродинамика се односи на уродинамску студију са радиографским снимањем и препоручује се у следећим условима:
- трансплантација бубрега,[1]
- неурогена бешика,[2]
- преусмеравање урина,[3]
- претходно зрачење
- операција карлице.

У условима напреднијих радиографских техника (као што је уросонографија мокрења), цистографија се може постепено укинути као златни стандард за сликовни преглед. Ове промене у пракси често зависе од окружења у којем се изводе. На пример, ретроградна компјутерска томографија (КТ) је фаворизована у лечењу трауме. Упркос овом напретку, цистографија допуњује уродинамичку процену и остаје преовлађујућа као и цистоуретрографска студија мокрења (ЦУТГ) код деце.

## Релевантна анатомија
Бешика је мишићни орган који се налази иза пубичне симфизе у карлици. Њена функција (и недостаци) зависе од пажљивог баланса мишићно-скелетних, неуролошких (и аутономних и соматских) и психолошких инпута који контролишу пуњење и пражњење. У том смислу мора постојати координација између опуштања мишића детрузора и контракције мишића врата мокраћне бешике и дна карлице, што се одржава на садржај бешике. По истом принципу, контракција детрузора и опуштање сфинктера олакшавају пролаз мокраће из бешике. Дисфункција било ког дела мокраћне беђике доводи до њене инконтиненције. 

## Индикације
Цистоуретрографија пружа додатне информације о стању мокраћне бешике и разјашњава њене бројне абнормалности, као што су дивертикули или фистуле, поред цурења и трауматске руптуре.
 

У условима трауме, цистоуретрографија је индикована у случајевима велике хематурије или фрактуре ненацетабуларне карлице у присуству микроскопске хематурије од више од 25-30 црвених крвних зрнаца (РБЦ) у пољу велике површине. 
Индикације за ЦУТГ укључују следећа стања:
- Накнадна процена везикоуретералног рефлукса (ВУР)
- Хидронефроза
- Енуреза
- Дисфункција пражњења мокраћне бешике
- Инконтиненција
- Урођене генитоуринарне малформације и урођена стања за која се зна да су повезана са таквим малформацијама

Цистоуретрографија се традиционално користи код пацијената са инфекцијом уринарног тракта (ИУТ), иако је пракса наишла на критику у погледу педијатријских пацијената. Америчка академија за педијатрију препоручује да фебрилну децу између 2 месеца и 2 године старости која не реагују на антимикробну терапију треба одмах проценити ултразвуком (УЗ) и цистоуретрографиј  што је раније могуће.
 

Пацијент може да се подвргне цистоуретрографији чим се његов или њен образац мокрења врати на почетну вредност, иако је клиничка пракса фаворизовала чекање од 3-6 недеља, са антибиотском профилаксом у међувремену. Цистоуретрографија која се изводи код ИУТ је важан јер може да открије везикоуретерални рефлукс (ВУР). 
Рутински цистоуретрографија се препоручује за пацијенте који испуњавају било који од следећих критеријума:
- Деца млађа од 5 година са фебрилном инфекцијом уринарног тракта (ИУТ)
- Мушкарци било ког узраста са првом ИУТ
- Жене млађе од 2 године са фебрилном ИУТ
- Деца са рекурентном ИУТ

## Контраиндикације
Цистографија је контраиндикована у следећим условима:
- Активна клиничка инфекција уринарног тракта (ИУТ)
- Трудноћа
- Алергија или преосетљивост на контрастно средство
- Лабијалне адхезије – цистоуретрографију мокрења  треба урадити након што се адхезије ослободе.
- Тешка деменција или психоза – видеоуродинамски преглед зависи од тога да ли пацијент и испитивач могу међусобно да комуницирају.

## Мере превенције
Изјава о политици најбоље праксе Америчког уролошког удружења о антимикробној профилакси препоручује профилаксу само за пацијенте са факторима ризика,  док Америчко удружење за срце више не препоручује профилаксу за превенцију инфективног ендокардитиса у таквим процедурама.
Посебна пажња се мора се обратитити приликом извођења ове процедуре код пацијената са повредом кичмене мождине изнад спланхничног симпатичког излазног тракта (Т5-Т6). Како је потребно пунити мокраћну бешику контрастом током цистоуретрографије и уродинамике, то може изазвати аутономну дисрефлексију (промене укључују изненадну, тешку хипертензију са дијафорезом и црвенилом, и компензаторну брадикардију). За ове пацијенте, важно је да имају припремљен комплет за уринарну катетеризацију у случају да је потребно хитно дренирати бешику. 
Код пацијената са историјом аутономне дисрефлексије, размотрите профилактички нифедипин или алфа-блокатор, поред пажљивог праћења крвног притиска.

## Компликације
- Пацијенти обично доживљавају дисурију и перинеалну иритацију након цистографије, а обе су краткотрајне компликације и вероватно узроковане катетеризацијом, иако се ретко јавља преосетљивост на контраст који улази у крвоток преко слузокоже бешике.[13]

- Инфекција уринарног тракта је још једна компликација након процедуре; међутим, ризик се може ублажити применом асептичке технике и антибиотском профилаксом када је то индицковано.[13]

- Перфорација мокраћне бешике се ретко јавља током цистографије. Ризик од перфорације се може свести на минимум ако се обратити посебна пажњу да се катетер не помера више од 1-2 цм даље након повратка урина.[13]

- Приликом уродинамске процене, пуњење бешике може се јавити вазовагални одговор, који се може контролисати привременим прекидом укапавања контраста и стављањем пацијента у лежећи положај.[13]

- Аутономна дисрефлексија је опасна компликација која такође може да настане након пуњења бешике. Препоручује се хитна дренажа бешике, а снимање мора бити прекинуту. Корисно је имати комплет за катетеризацију и антихипертензивне лекове (за упорну хипертензију) у очекивању ове компликације, посебно код пацијената са познатом повредом кичмене мождине.[13]